# Topór (potok)
Topór (niem. Steiner Bach) – potok, lewostronny dopływ Dobrej o długości 17,83 km. Swój początek bierze w okolicach Smardzowa. Uchodzi do Dobrej w obrębie Zakrzowa we Wrocławiu.